# Tomczyce (Łódź)
Pour les articles homonymes, voir Tomczyce.
Tomczyce (prononciation [tɔmˈt͡ʂɨt͡sɛ]) est un village de la gmina de Bedlno, du powiat de Kutno, dans la voïvodie de Łódź, situé dans le centre de la Pologne.
Il se situe à environ 7 kilomètres au sud-est de Bedlno (siège de la gmina), 21 kilomètres à l'est de Kutno (siège du powiat) et 44 kilomètres au nord de Łódź (capitale de la voïvodie).

## Administration
De 1975 à 1998, le village était attaché administrativement à l'ancienne voïvodie de Płock.

Depuis 1999, il fait partie de la nouvelle voïvodie de Łódź.